# جيفري ستار
جيفري ستار (بالإنجليزية: Jeffree Star)‏ (ولد جيفري لين ستاينغر في 15 نوفمبر 1985) مغني وكاتب أغاني وفنان مكياج ومصمم أزياء وعارض أزياء أمريكي من أورانج بولاية كاليفورنيا. مؤسس ومالك شركة جيفري ستار لمستحضرات التجميل، يقيم في كالاباساس بكاليفورنيا مع صديقه ناثان شواندت. أصدر في عام 2009 ألبوم أغاني والذي تضمن أغانٍ مثل "Lollipop Luxury" التي تضم نيكي ميناج. شرع في العديد من الجولات العالمية للترويج لموسيقاه. في عام 2010، وقع مع شركة تسجيل كونفيكت موزيك لكنه ترك صناعة الموسيقى فجأة بحلول عام 2013 مشيرًا إلى المشكلات القانونية التي واجهها مالك الشركة بين عامي 2007 و 2010. في نوفمبر 2014، أسس ستار شركة مستحضرات التجميل جيفري ستار. في عام 2018، كشفت فوربس أنه حصل على 18 مليون دولار من مساعيه على يوتيوب وحده، مما جعله خامس أعلى مستخدم يوتيوب مدفوع الأجر في ذلك العام.

## حياته الشخصية
ستار يقيم في كالاباساس، كاليفورنيا مع صديقه، ناثان شواندت.

## روابط خارجية
- جيفري ستار على موقع IMDb (الإنجليزية)
- جيفري ستار على موقع ميوزك برينز (الإنجليزية)
- جيفري ستار على موقع إن إن دي بي (الإنجليزية)
- جيفري ستار على موقع أول ميوزيك (الإنجليزية)
- جيفري ستار على موقع ديسكوغز (الإنجليزية)
- جيفري ستار على موقع قاعدة بيانات الفيلم (الإنجليزية)
- Official website
- قناة Jeffree Star  على يوتيوب
- Jeffree Star on Buzznet
- Jeffree Star on PureVolume